# Valbona (obec)
Valbona je vesnice v kraji Kukës v severní Albánii. Je součástí bývalé obce Margegaj a nachází se v údolí řeky Valbona, jižně od hory Maja e Thatë. Díky reformě místní správy se v roce 2015 stala součástí obce Tropojë. Jako jedno z hlavních sídel národního parku údolí Valbona poskytuje návštěvníkům a turistům vhodné ubytování, většinou v typických alpských domech nebo hostincích (albánsky: hane).

## Galerie

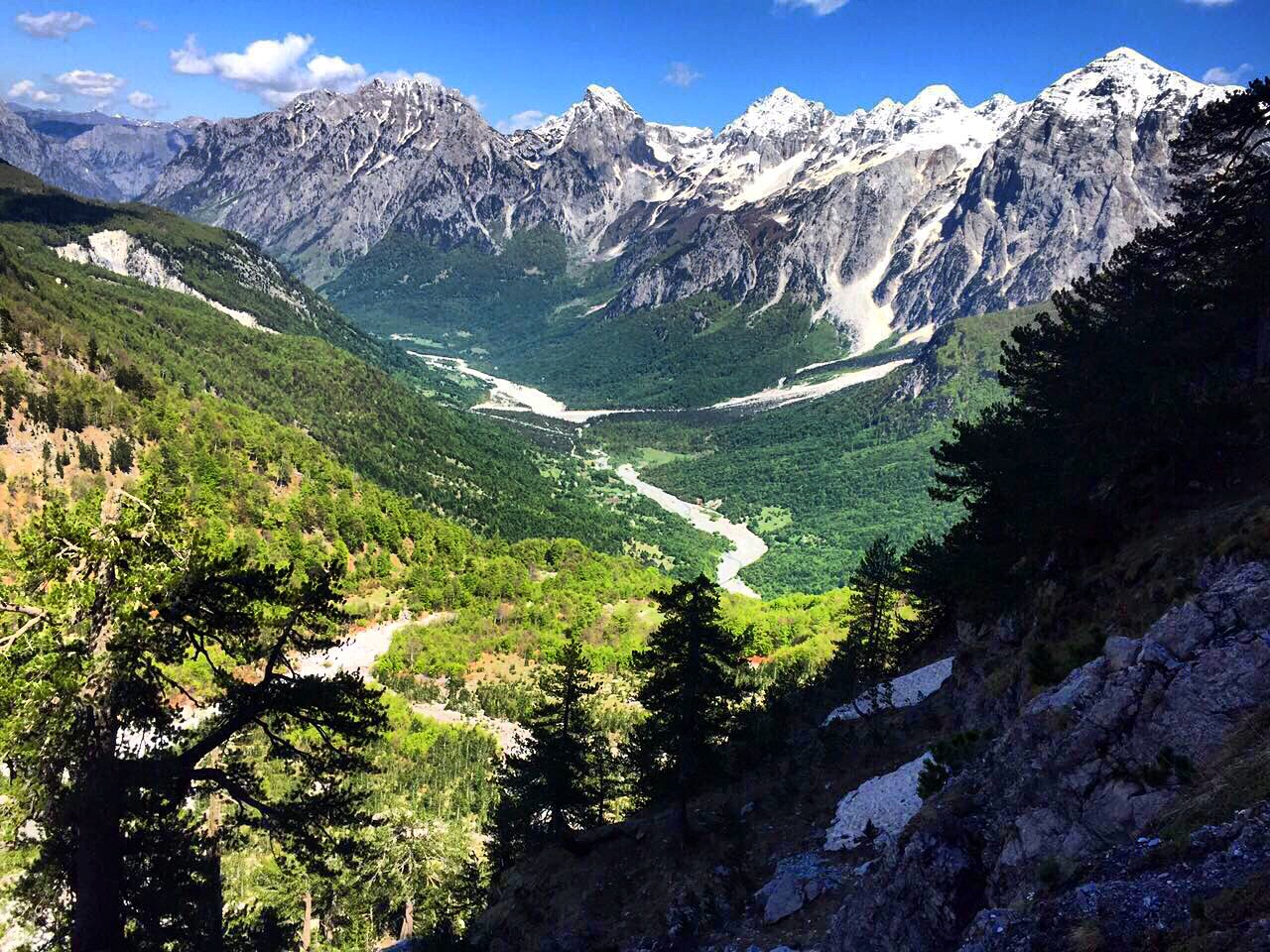
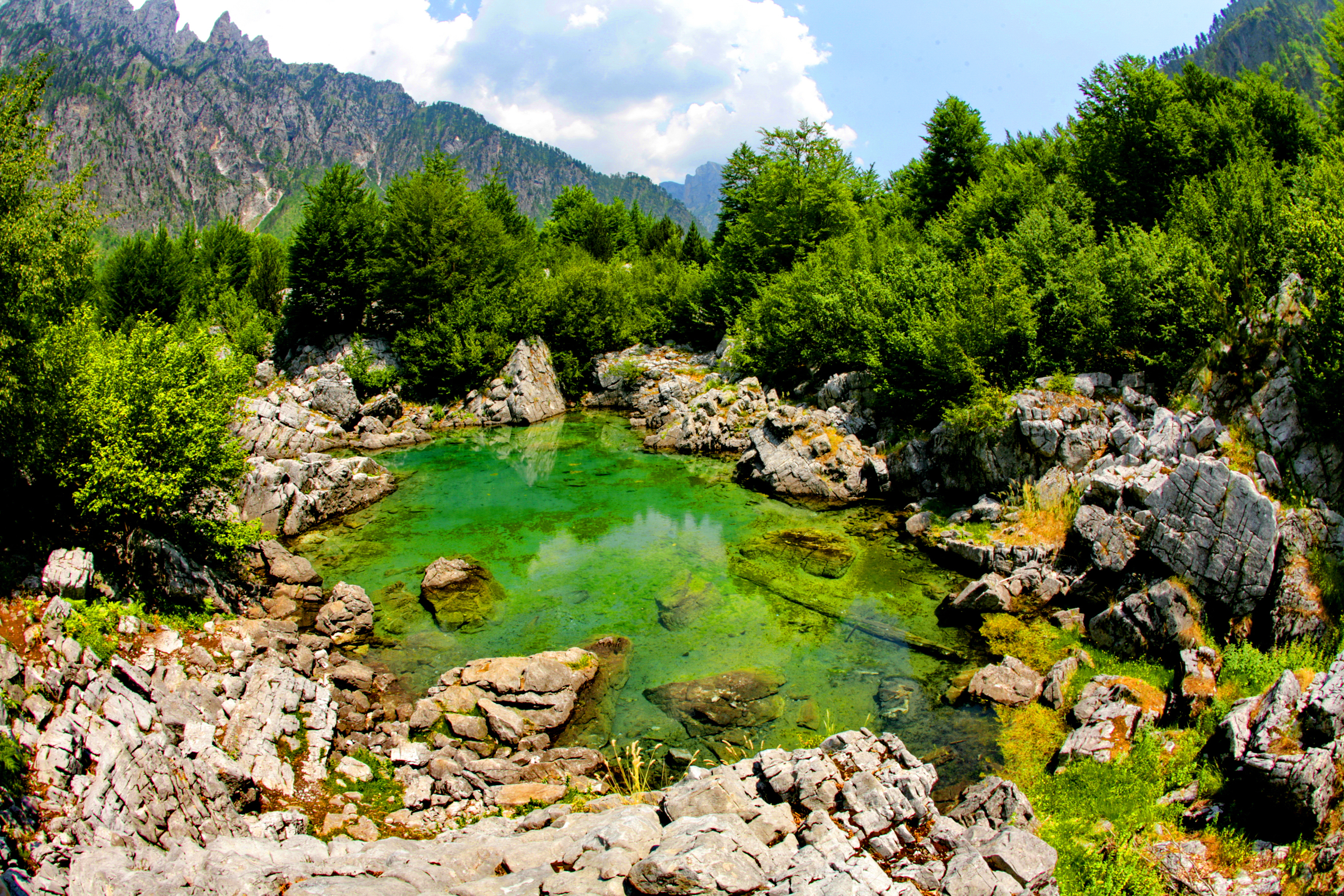
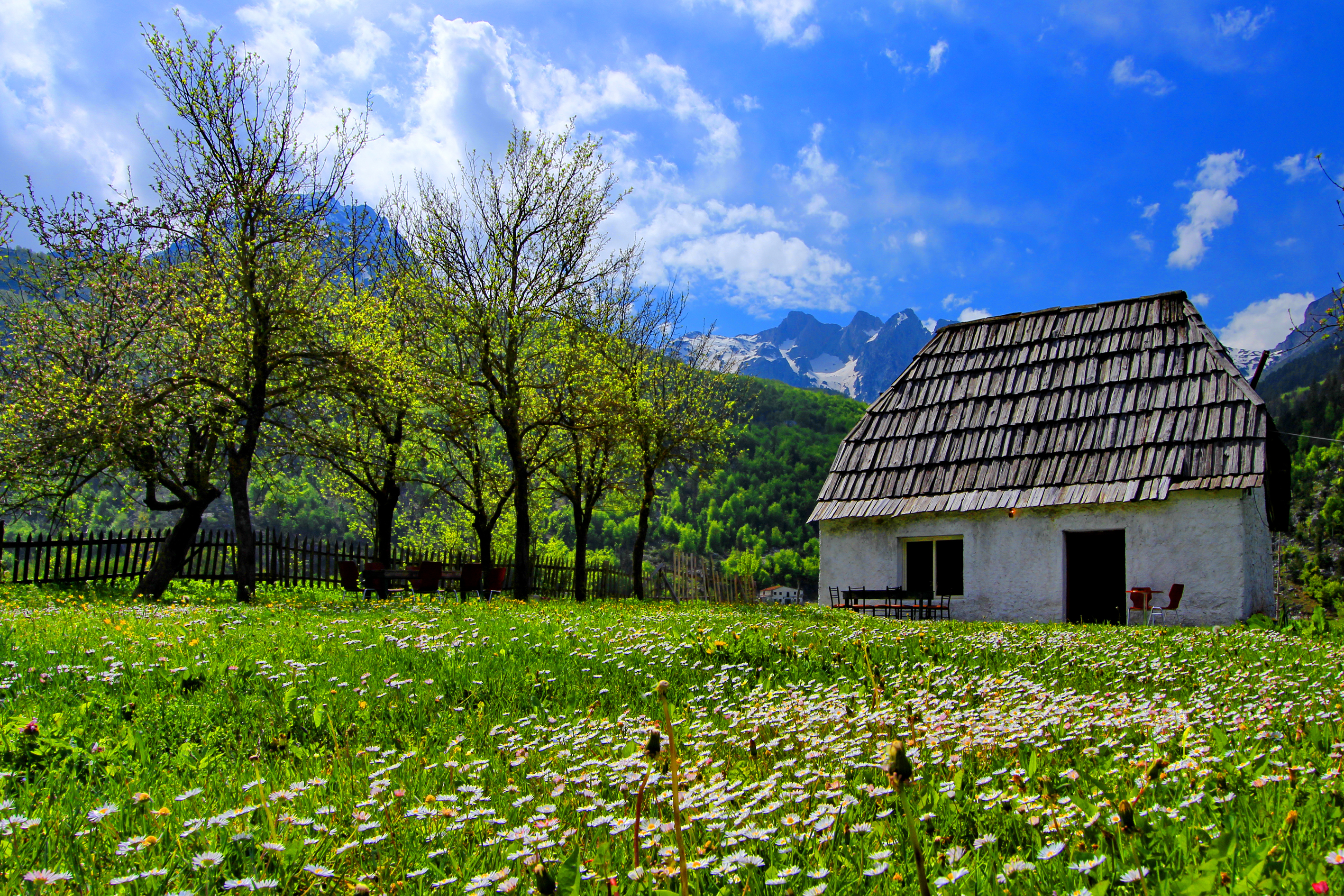
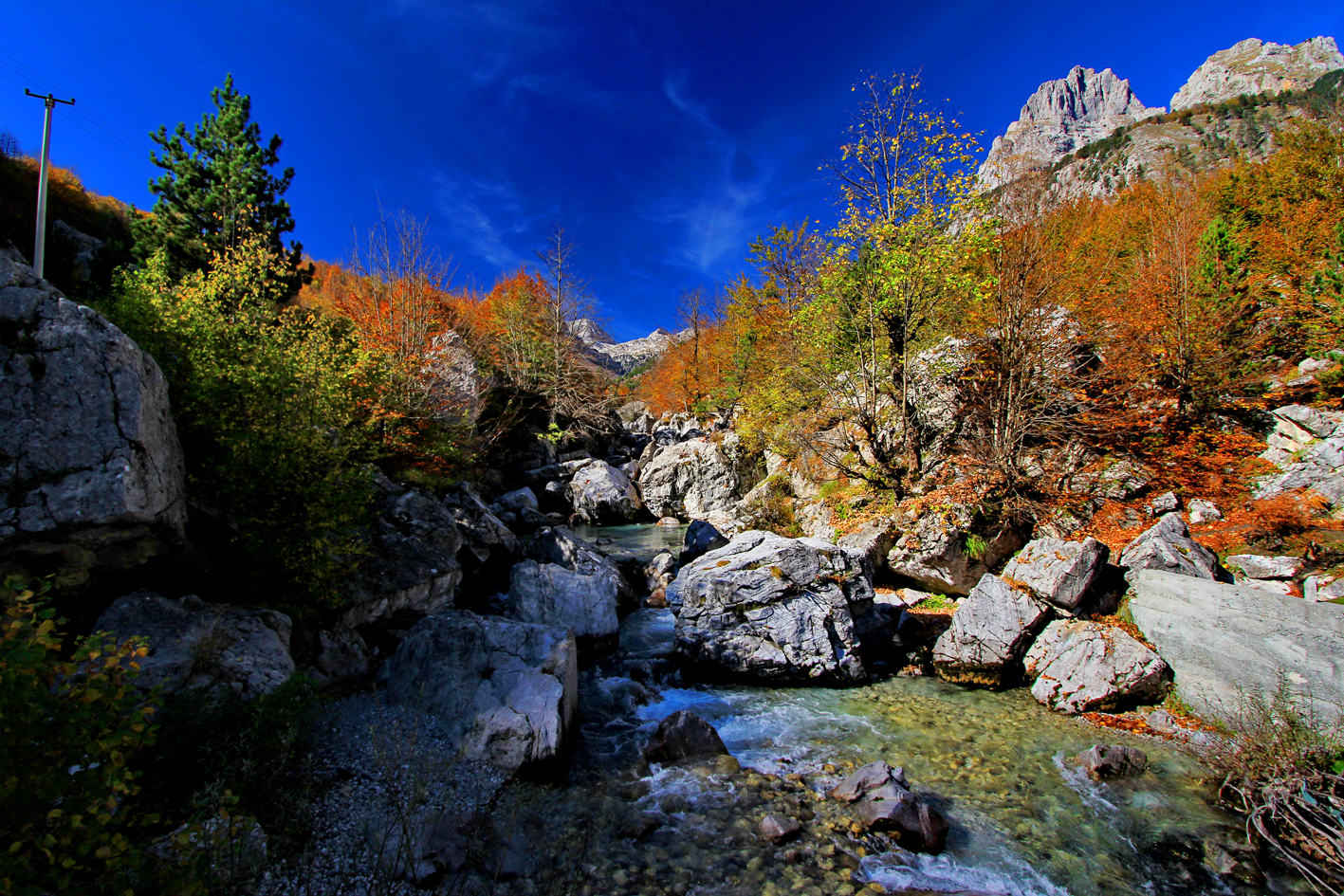
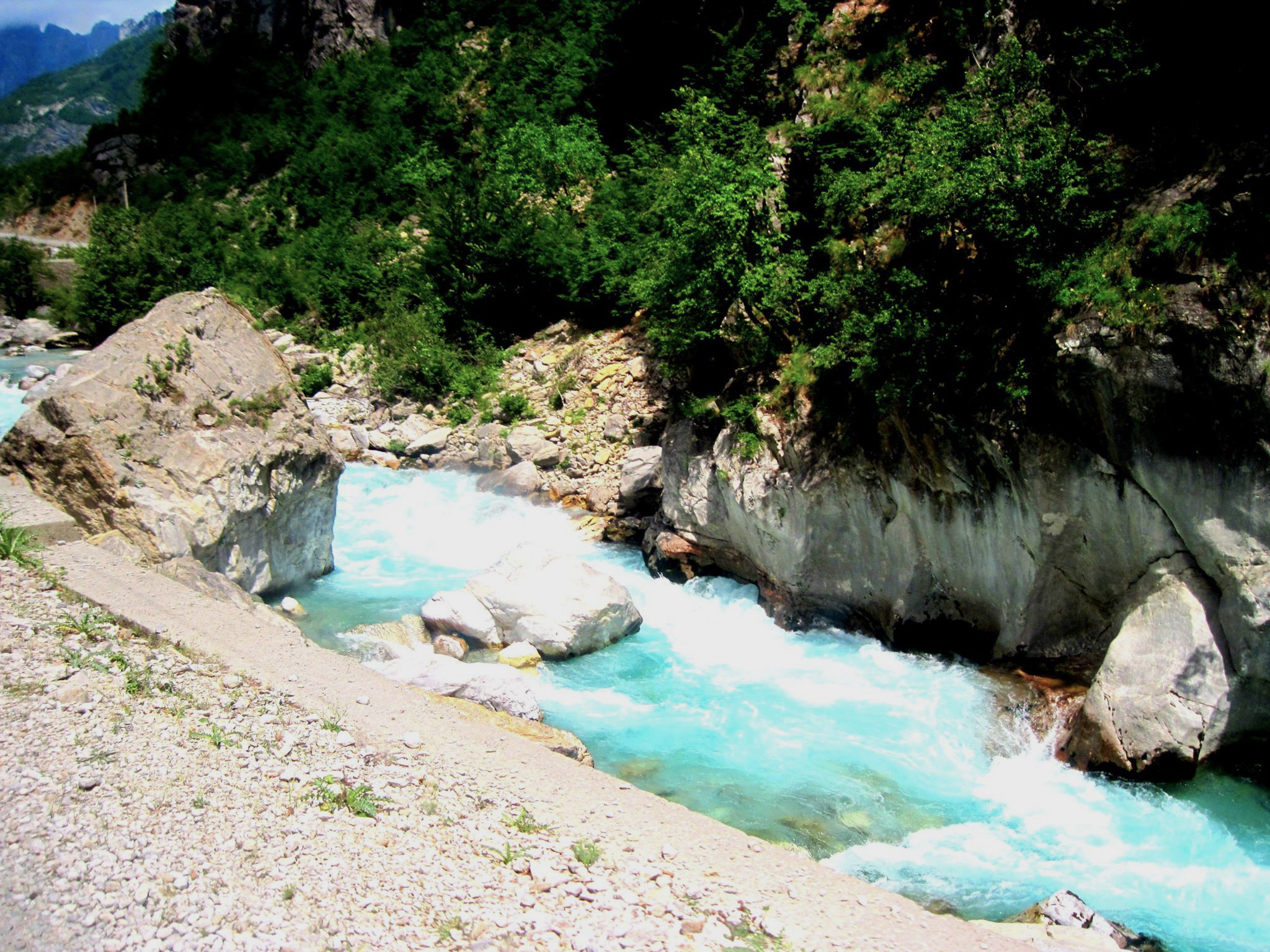
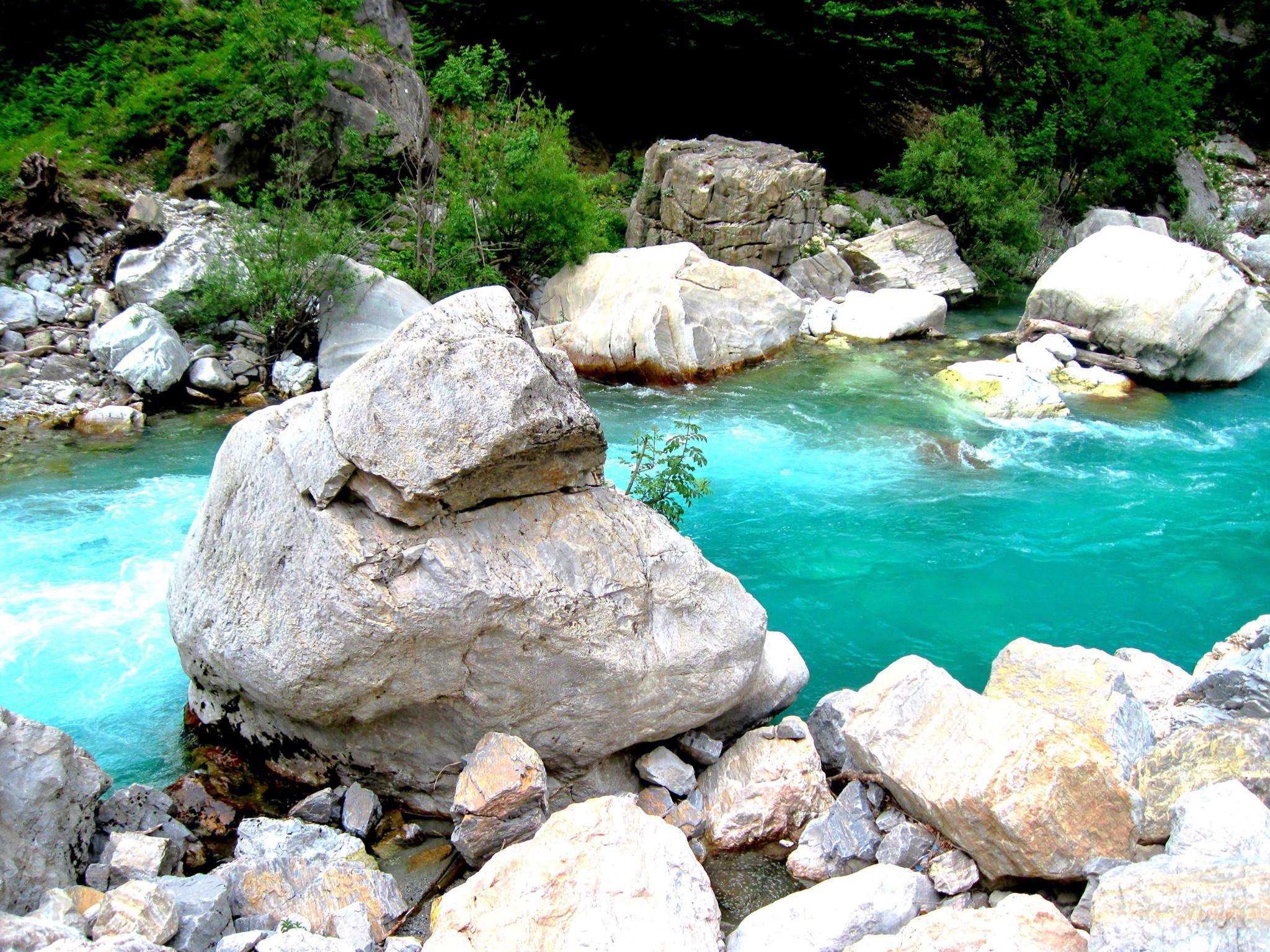
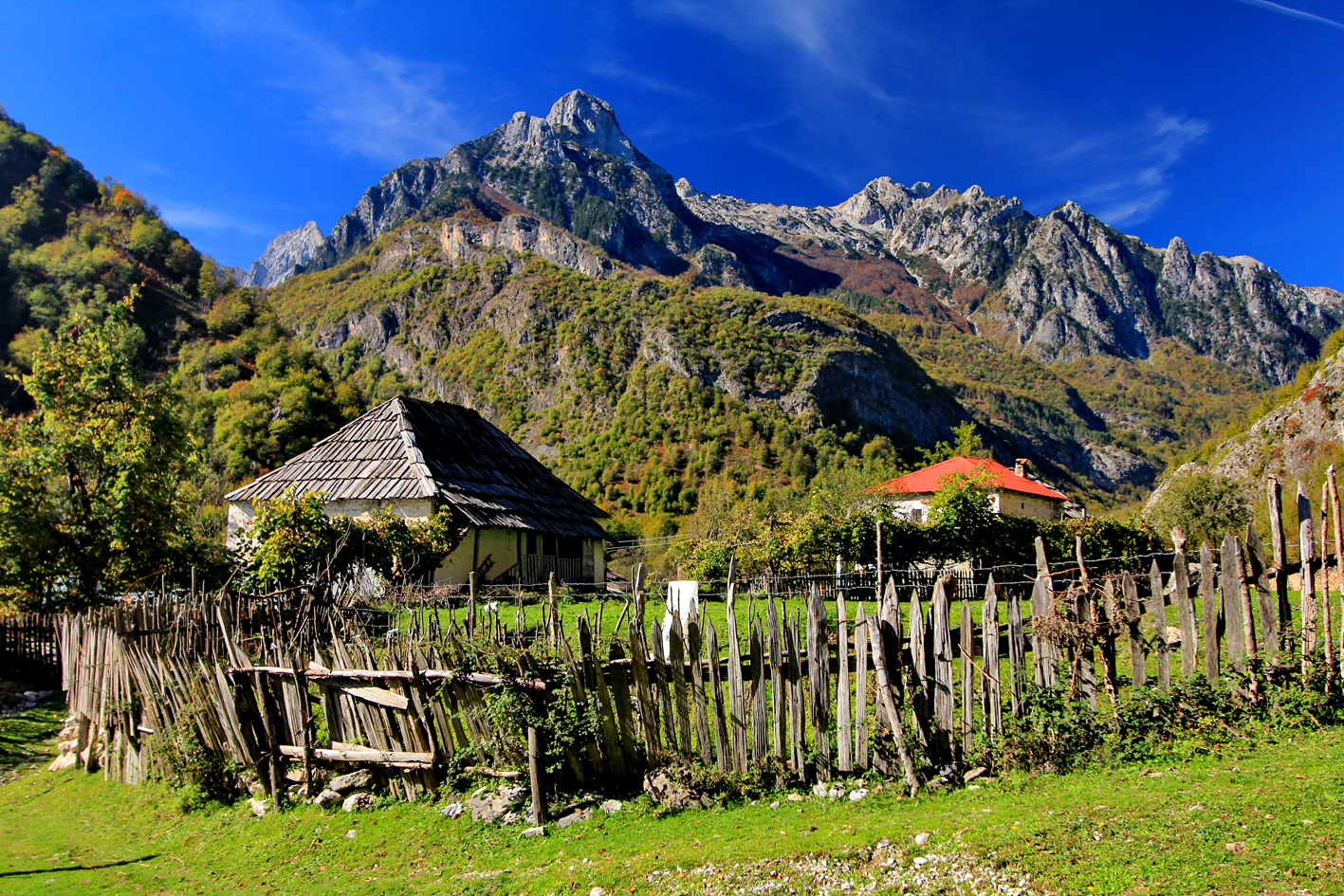